# ITF Womens Tennis Club de Tunis 2013
L'ITF Womens Tennis Club de Tunis 2013 è stato un torneo di tennis facente parte della categoria ITF Women's Circuit nell'ambito dell'ITF Women's Circuit 2013. Il torneo si è giocato a Tunisi in Tunisia dal 22 al 28 aprile 2013 su campi in terra rossa e aveva un montepremi di $25,000.

## Vincitrici

### Singolare
Ons Jabeur ha battuto in finale  Sara Sorribes Tormo con il punteggio di 6–3, 6–2

### Doppio
Aleksandra Krunić /  Katarzyna Piter hanno battuto in finale  Réka-Luca Jani /  Evgenija Paškova con il punteggio di 6–2, 3–6, [10–7]